# Roepera retivalvis
Roepera retivalvis är en pockenholtsväxtart som först beskrevs av Karel Domin, och fick sitt nu gällande namn av Beier & Thulin. Roepera retivalvis ingår i släktet Roepera och familjen pockenholtsväxter. Inga underarter finns listade i Catalogue of Life.